# Jennifer Nettles
Jennifer Odessa Nettles (Douglas, 12 de septiembre de 1974) es una cantante de música country estadounidense. Ella es principalmente conocida por su papel de vocalista del dúo Sugarland junto con Kristian Bush. Antes de la creación del Sugarland, también afrontó bandas con sede en Atlanta llamado Soul Miner's Daughter and Jennifer Nettles Band. También trazó como un compañero de dúo en la versión country de la banda de rock Bon Jovi de su sencillo de 2006 «Who Says You Can't Go Home», un éxito número uno en las listas de country de Billboard.
Nettles era una jurada/tutora/intérprete en Duets de ABC, que se estrenó el 24 de mayo de 2012.

## Inicios musicales
Nettles comenzó a realizarse en las asambleas escolares, su iglesia Bautista del Sur, y en el teatro de la comunidad. Ella era también un miembro de Clovers & Company de Georgia 4-H presentando en grupos de artes en 1986-1993.
Nettles estudió Sociología y Antropología en Agnes Scott College en Decatur, Georgia, y se graduó en 1997. Mientras que un estudiante allí, Nettles y Cory Jones (quien en ese momento estaba estudiando guitarra clásica en la Universidad de Georgia) formó el grupo Soul Miner's Daughter. Realizar la vez como dúo acústico y con una banda, lanzaron dos álbumes: The Sacred and Profane en 1996 y Hallelujah en 1998, ambos de los cuales estaban compuestos de canciones escritas en colaboración por Jones y ortigas Nettles. Soul Miner's Daughter fue invitado a actuará en el tramo de Atlanta de Lilith Fair, en 1999.
En 1999, se formó Jennifer Nettles Band, con la que editó tres discos de estudio y dos álbumes en vivo. La banda, que además de Nettles incluido Brad Sikes (batería), Scott Nicholson (piano), Wesley Lupold (bajo) y Mike Cebulski (percusión), fue seleccionado el ganador del gran premio de más de 2000 bandas en «The Big Deal $100,000 Music Search», presentado por Mars Music.

## Discografía

### Demos de estudios
Como Jennifer Nettles
| Año  | Álbum                                                                                                  |
| ---- | --- |
| 1991 | For Your Love / You're The One - 2-canción de demostración de casete en la discográfica Timme Records. |

### Álbumes de estudio
Como Soul Miner's Daughter
| Año  | Álbum                  |
| ---- | ---------------------- |
| 1996 | The Sacred And Profane |
| 1998 | Hallelujah             |

Como Jennifer Nettles Band
| Año  | Álbum                 |
| ---- | --------------------- |
| 2000 | Story Of Your Bones   |
| 2002 | Gravity: Drag Me Down |
| 2002 | Rewind                |

Como Jennifer Nettles
| Título    | Detalles                                                             | Posicionamiento en listas | Posicionamiento en listas | Posicionamiento en listas | Ventas         |
| Título    | Detalles                                                             | EUA Country               | EUA                       | CAN                       | Ventas         |
| --------- | -------------------------------------------------------------------- | ------------------------- | ------------------------- | ------------------------- | -------------- |
| That Girl | - Lanzamiento: 14 de enero de 2014 - Discográfica: Mercury Nashville | 1                         | 5                         | 22                        | - EUA: 126,000 |

### Álbumes en vivo
Como Jennifer Nettles
| Año  | Álbum                                        |
| ---- | -------------------------------------------- |
| 2003 | An Acoustic Evening with Jennifer Nettles    |
| 2004 | An Acoustic Evening with Jennifer Nettles II |

### Sencillos solista
| Año                                                      | Siencillo        | Posicionamiento en listas | Posicionamiento en listas | Álbum     |
| Año                                                      | Siencillo        | EUA Country               | EUA Country Airplay       | Álbum     |
| -------------------------------------------------------- | ---------------- | ------------------------- | ------------------------- | --------- |
| 2013                                                     | «That Girl»      | 37                        | 37                        | That Girl |
| 2014                                                     | «Me Without You» | —                         | 50                        | That Girl |
| "—" denota lanzamientos que no representen en esta lista |                  |                           |                           |           |

### Colaboraciones
| 2006                                                     | «Who Says You Can't Go Home»    | Bon Jovi         | 1 | — | — | — | — | — | — | —  | Have a Nice Day         |
| 2010                                                     | «We Are the World 25 for Haiti» | USA for Haiti    | — | 2 | 7 | 1 | 9 | 8 | 5 | 15 | Sencillo sin álbum      |
| 2014                                                     | «Christmas Day»                 | Michael W. Smith | — | — | — | — | — | — | — | —  | The Spirit of Christmas |
| 2020                                                     | «Do What You Can»               | Bon Jovi         | — | — | — | — | — | — | — | —  | Bon Jovi: 2020          |
| "—" denota lanzamientos que no representen en esta lista |                                 |                  |   |   |   |   |   |   |   |    |                         |

### Videos musicales
| Año  | Título                                               | Director(es)                     |
| ---- | ---------------------------------------------------- | -------------------------------- |
| 2006 | «Who Says You Can't Go Home» (con Bon Jovi)          | Anthony M. Bongiovi              |
| 2010 | «We Are the World 25 for Haiti» (como USA for Haiti) | Paul Haggis                      |
| 2013 | «That Girl»                                          | Philip Andelman                  |
| 2014 | "His Hands" (con Brandy Clark)                       | Shaun Silva/Valarie Allyn Bienas |
| 2020 | "Do What You Can" (con Bon Jovi)                     |                                  |